# Castiello (Parres)
Castiello (en asturiano y oficialmente: Castiellu) es una parroquia del concejo español de Parres, perteneciente al Principado de Asturias.

## Historia
A finales del siglo XIX, la parroquia, ya por entonces parte del concejo de Parres, tenía contabilizada una población de 380 habitantes. Aparece descrita en el Diccionario geográfico y estadístico de Asturias (1897) de José González Aguirre con las siguientes palabras:

CASTIELLO (Santa Maria Magdalena): parr. del conc. de Parres, part. jud. de Cangas de Onís á 9 leguas de Oviedo, 1½ de Cangas de Onís y ½ de las Arriondas: sit. en las inmediaciones del rio Sella, con buena ventilación y clima sano: comprende los l. de Castiello, La Felguera, La Viña y Prunales: su terreno aunque montuoso es bastante fertil y abundante en aguas potables: produce trigo, maiz, hortaliza y legumbres y frutas de varias clases: cria ganado vacuno, caballar, lanar, cabrio y de cerda: tiene varios molinos y telares: Población [...] 380 hab.
(González Aguirre, 1897, p. 93)

En 2022, tenía empadronados 79 habitantes.

## Patrimonio
Hay en la parroquia una iglesia de Santa María Magdalena.